# Баймаклия (Кантемирский район)
Баймаклия (рум. Baimaclia) — село в Кантемирском районе Молдавии. Является административным центром коммуны Баймаклия, включающей также сёла Акуй и Сухат.

## География
Село расположено на высоте 257 метров над уровнем моря. В 1,7 км от северной окраины села из дождевого источника берёт своё начало река Малая Салчия, левый приток реки Большая Салчия (водосборный бассейн реки Ялпуг). Постоянным источником реки является родник, расположенный в 1 км южнее дождевого источника.

## История
С 1940 года по 1956 год село являлось административным центром района.

## Население
По данным переписи населения 2004 года, в селе Баймаклия проживает 2603 человека (1300 мужчин, 1303 женщины).
Этнический состав села:
| Национальность | Число жителей | Процентный состав |
| -------------- | ------------- | ----------------- |
| молдаване      | 2482          | 95,35             |
| болгары        | 40            | 1,54              |
| украинцы       | 25            | 0,96              |
| гагаузы        | 20            | 0,77              |
| русские        | 18            | 0,69              |
| румыны         | 14            | 0,54              |
| прочие         | 4             | 0,15              |
| Всего          | 2603          | 100 %             |